# Taipei Wirtschafts- und Kulturbüro

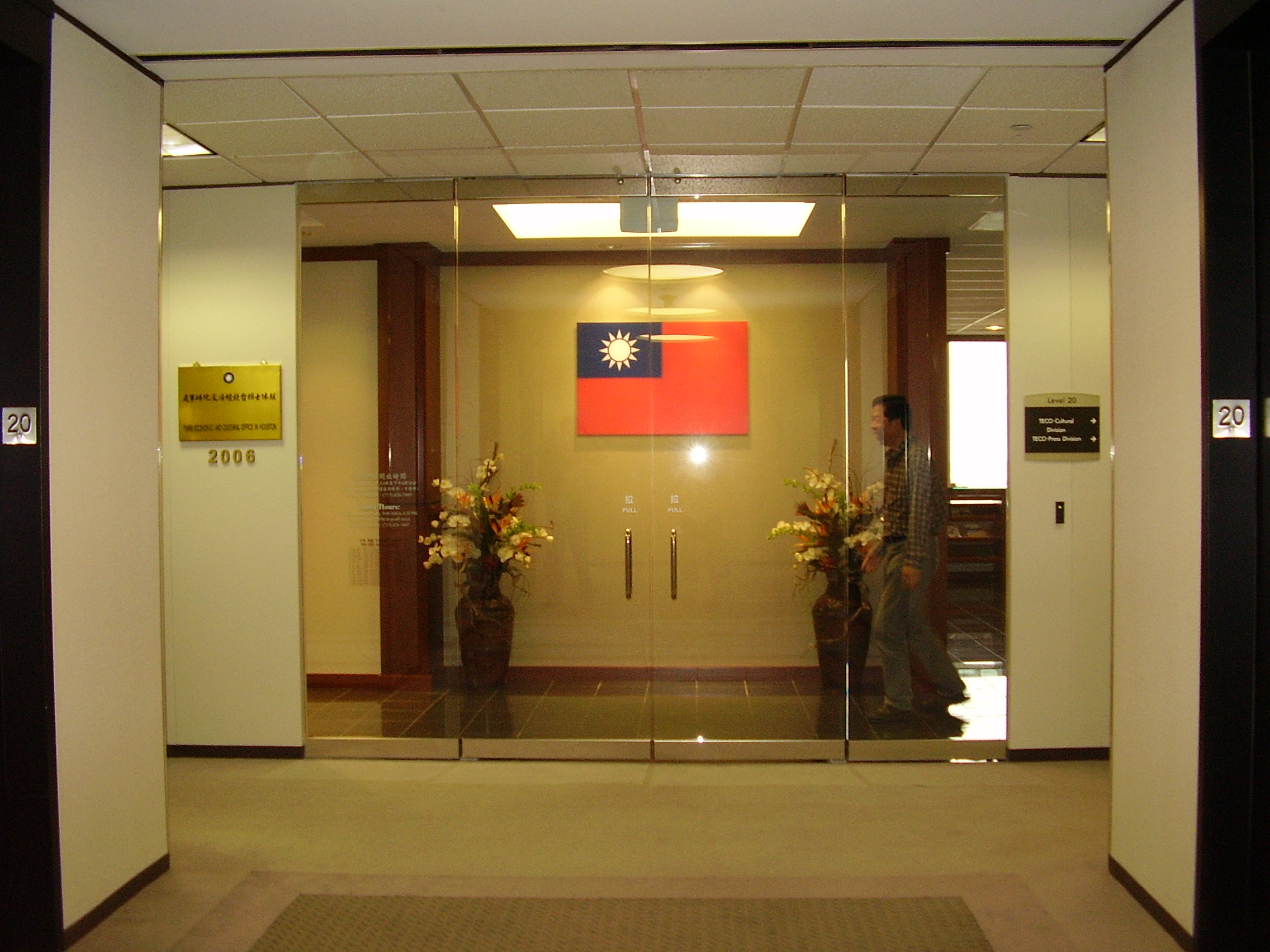
Taipei Wirtschafts- und Kulturbüro Houston

Die Taipei Wirtschafts- und Kulturbüros werden von der Republik China (Taiwan) anstelle von Botschaften in etwa der Hälfte der weltweit 172 Staaten betrieben, mit denen Taiwan seit der Gründung der Volksrepublik China und deren internationaler Anerkennung auch im Hinblick auf die Ein-China-Politik keine offiziellen diplomatischen Beziehungen unterhält. Sie sollen die kulturellen, wirtschaftlichen und politischen Beziehungen zwischen Taiwan und dem Gastland pflegen und sind für Pass-, Aufenthalts-, Reise- und Studienangelegenheiten zuständig. Bei den 12 Völkerrechtssubjekten, die mit Taiwan offizielle diplomatische Beziehungen führen – darunter die Staaten Tuvalu, Eswatini und Paraguay sowie der Heilige Stuhl – unterhält Taiwan reguläre Botschaften. 
Die Leiter der Wirtschafts- und Kulturbüros werden als Repräsentanten bezeichnet und sind mit Mitarbeitern des Außenministeriums der Republik China besetzt, die aber nur in ausgewählten Ländern wie etwa den USA auf Grundlage des Taiwan Relations Act von 1979 diplomatische Privilegien genießen. In Brüssel besteht seit 1976 das Taipei Representative Office in the EU and Belgium, das auch für den Austausch mit der Europäischen Union zuständig ist. Im Gegenzug unterhalten viele Staaten der Erde in Taiwan selbst ähnliche Einrichtungen, wie etwa Deutschland das Deutsche Institut Taipei, Großbritannien das British Office Taipei, die USA das American Institute in Taiwan oder die EU seit 2003 das European Economic and Trade Office. In den USA unterhält Taiwan in der Hauptstadt Washington, D.C. ein Taipei Economic and Cultural Representative Office (TECRO) und in zwölf weiteren US-amerikanischen Städten (inklusive Honolulu und Hagåtña) je ein Taipei Economic and Cultural Office (TECO). Die Eröffnung einer Vertretung in Vilnius führte 2021 zu Spannungen zwischen der EU und der Volksrepublik China, da das Büro nicht als Taipei Vertretung, sondern als Taiwan-Vertretungsbüro bezeichnet wurde.
In Hongkong existierte seit 1966 der Chung Hwa Travel Service (Chunghwa bzw. Zhōnghuá 中華 steht dabei für China) mit einem Büro in der Admiralty, der 2011 in Taipei Economic and Cultural Office umbenannt wurde. 2009 öffnete eine Visum-Außenstelle am Hong Kong International Airport. 2020 wurden mehrere Mitarbeiter der Vertretung zur Ausreise aus Hongkong gezwungen, da sie sich nicht zum Ein-China-Prinzip Pekings bekennen wollten.
In Macau bestand bis 1967 ein Kommissariat der taiwanischen Regierung, und erst 1989 öffnete noch unter portugiesischer Herrschaft ein Handels- und Tourismusbüro, das seit 1999 Taipei Economic and Cultural Office in Macau heißt. Sowohl Hongkong als auch Macau unterhalten entsprechende Büros in Taipeh. In der Volksrepublik China gibt es aufgrund des andauernden Konflikts keine Vertretung Taiwans, ebenso wenig gibt es eine Vertretung der Volksrepublik in Taiwan.

## Deutschland, Schweiz und Österreich
Nach dem Abbruch der Beziehungen zwischen der Republik China und Deutschland 1941 stand das Gebäude am Kurfürstendamm zunächst für etwa ein Jahr leer. 1942 wurde es als Konsulat unter dem Wang Deyin, der das japanfreundliche Nanjinger Regime von Wang Jingwei vertrat, fortgeführt. Die Republik China nahm nach Kriegsende keine diplomatischen Beziehungen zu den beiden 1949 gegründeten deutschen Staaten auf. 
1956 gründete die Regierung von Chiang Kai-shek, die sich nach dem Ende des Bürgerkrieges nach Taiwan zurückgezogen hatte, in Bad Godesberg den Freichina Presse- und Informationsdienst als inoffizielle Vertretung in der Bundesrepublik. 1972 erfolgte die Umbenennung in Fernost-Informationen. 1992 erhielt die Vertretung schließlich den Namen Taipeh Wirtschafts- und Kulturbüro, bevor 1997 der heute bestehende Name Taipeh Vertretung in der Bundesrepublik Deutschland vergeben wurde. 1999 erfolgte der Umzug in die Hauptstadt Berlin.
Die deutsche Vertretung Taiwans befindet sich seitdem am Gendarmenmarkt in Berlin-Mitte, daneben bestehen Regionalbüros in Hamburg, Frankfurt am Main und München. Die österreichische Vertretung Taiwans ist in Kaisermühlen in Wien ansässig. In der Schweiz sitzt die taiwanische Repräsentanz im Kirchenfeld in Bern, und ein Regionalbüro befindet sich in Genf. In Genf betreibt Taiwan zudem die Permanent Mission of the Separate Customs Territory of Taiwan, Penghu, Kinmen and Matsu bei der Welthandelsorganisation (WTO).